# Piper madagascariense
Piper madagascariense är en pepparväxtart som beskrevs av C. Dc.. Piper madagascariense ingår i släktet Piper och familjen pepparväxter. Inga underarter finns listade i Catalogue of Life.